# Pante Baro Kumbang
Pante Baro Kumbang is een bestuurslaag in het regentschap Bireuen van de provincie Atjeh, Indonesië. Pante Baro Kumbang telt 821 inwoners (volkstelling 2010).